# Аскаровська сільська рада (Абзеліловський район)
Аска́ровська сільська рада (рос. Аскаровский сельский совет) — муніципальне утворення у складі Абзеліловського району Башкортостану, Росія. Адміністративний центр — село Аскарово.

## Населення
Населення — 9689 осіб (2019, 8160 в 2010, 7561 в 2002).

## Склад
До складу поселення входять такі населені пункти:
| Населений пункт      | Населення, осіб (2002) | Населення, осіб (2010) |
| -------------------- | ---------------------- | ---------------------- |
| Айгирбаткан, хутір   | 25                     | 30                     |
| Аскарово, село       | 7067                   | 7634                   |
| Даутово, присілок    | 306                    | 352                    |
| Кулукасово, присілок | 86                     | 77                     |
| Тірмен, присілок     | 13                     | 13                     |
| Ярликапово, присілок | 64                     | 54                     |